# أياتو هاسيبه
أياتو هاسيبه (باليابانية: 長谷部 彩翔) (6 فبراير 1990 في نيغاتا في اليابان – )؛ هو لاعب كرة قدم ياباني سابق كان يلعب كمدافع.

## وصلات خارجية
- أياتو هاسيبه على موقع رابطة كرة القدم اليابانية للمحترفين (اليابانية)
- أياتو هاسيبه على موقع قاعدة بيانات كرة القدم.إي يو (الإنجليزية)
- أياتو هاسيبه على موقع Soccerway.com (الإنجليزية)
- أياتو هاسيبه على موقع عالم كرة القدم.نت (الإنجليزية)
- أياتو هاسيبه على موقع كووورة